# Дерево вероятностей

Дерево вероятностей для некоторых событий и.

Дерево вероятностей используется в теории вероятностей  для обозначения вероятностного пространства.
Дерево вероятностей может отражать последовательность независимых событий (например, подброс монеты несколько раз) или условных вероятностей (например, вытягивание случайных карт из колоды без их замены). Каждая вершина дерева обозначает некоторое событие и соответствует его вероятности. Корень дерева представляет собой достоверное событие и, следовательно, имеет вероятность 1. Каждое множество одноуровневых узлов (вершин с общим родителем) представляет собой исключительное и исчерпывающее разбитие родительского события.
Вероятность, соответствующая каждой вершине — это вероятность того, что её событие произойдет после того, как произойдет родительское событие. Вероятность того, что произойдет последовательность событий, ведущая к определенной вершине, равна произведению этой вершины и вероятностей её родителей.